# Мніх (Сілезьке воєводство)
Мніх (пол. Mnich) — село в Польщі, у гміні Хибе Цешинського повіту Сілезького воєводства.
Населення — 3593 особи (2011).
У 1975-1998 роках село належало до Бельського воєводства.

## Демографія
Демографічна структура станом на 31 березня 2011 року:
|          | Загалом | Допрацездатний вік | Працездатний вік | Постпрацездатний вік |
| -------- | ------- | ------------------ | ---------------- | -------------------- |
| Чоловіки | 1740    | 361                | 1209             | 170                  |
| Жінки    | 1853    | 368                | 1106             | 379                  |
| Разом    | 3593    | 729                | 2315             | 549                  |